# Pinwatta
Pinwatta är en administrativ by i Sri Lanka.   Den ligger i provinsen Västprovinsen, i den sydvästra delen av landet, 28 km söder om huvudstaden Colombo.